# Potosi (flygplats)
Potosi är en flygplats i Bolivia. Den ligger i den centrala delen av landet, 70 km sydväst om huvudstaden Sucre. Potosi ligger 3 935 meter över havet.
Terrängen runt Potosi är lite bergig. Runt Potosi är det glesbefolkat, med 10 invånare per kvadratkilometer.. Närmaste större samhälle är Potosí, 5,4 km sydväst om Potosi. 
Omgivningarna runt Potosi är i huvudsak ett öppet busklandskap.